# Авранло
Авранло́ (груз. ავრანლო) — село в Цалкском муниципалитете, края Квемо-Картли на юге Грузии.

## География
Деревня Авранло находится в 25 км от города Цалка.

## История
Авранло было основано в 1830 году понтийскими греками, выходцами из Малой Азии, в основном это были жители из греческого селения Аврени и из города Пасен Арзрумской области. Название села произошло от греческого "αύριανός", что означает завтрашний.